# Петропавлівська Борщагівка
Петропа́влівська Борщагі́вка — місто в Бучанському районі, Київської області, знаходиться в передмісті Києва на захід від Кільцевої дороги. На півдні межує з селом Софіївська Борщагівка, на заході з селом Чайки, на півночі — зі Святошинським лісом. Село — центр Борщагівської сільської громади.

## Історія

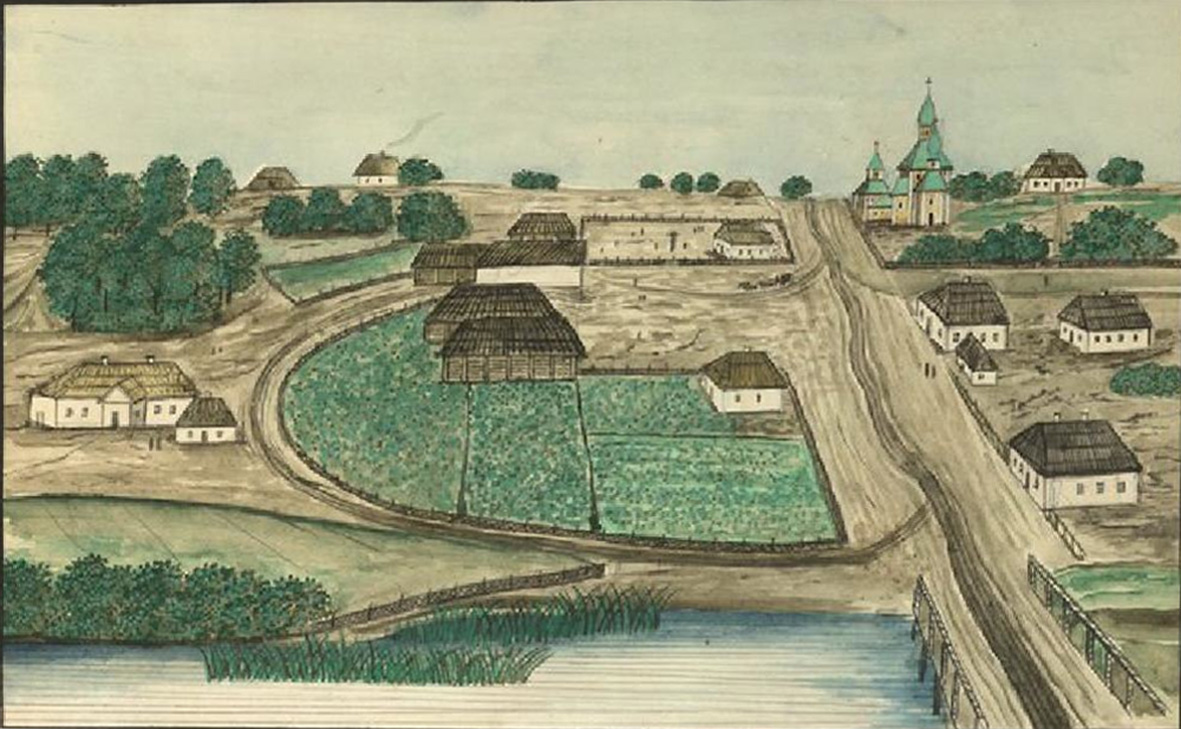
Де ля Фліз. Петропавлівська Борщагівка (1854)

Засноване в 1113 році. Л. Похилевич в своїй праці «Сказания о населенных пунктах Киевской губернии» зазначив, що село від Князя Михайла Святополка (Святополк Ізяславич, хрещений Михайлом), який збудував тут Михайлівську церкву і село віддав Михайлівському Золотоверхому монастирю. Належність села Михайлівському монастирю підтвердив превілегією від 25 липня 1578 році Стефан Баторій.
В іншому описі 1686 року вказано, що Петропавлівський домініканський монастир одержав від Софійського монастиря «в милостиню» частину його борщагівських земель «для пропитания».
На початку XVIII сторіччя тут було лише 6 хат, а у 1787 році вже мешкала 201 особа.
У XIX сторіччі село було центром окремої, Петропавлівської волості Київського повіту Київської губернії. Станом на 1885 рік у колишньому державному селі мешкало 872 особи, налічувалось 132 двори, православна церква, 4 постоялих будинки, 2 лавки, вітряний млин, кузня.
Церква Симеона Стовпника була побудована у селі ще 1755 року.

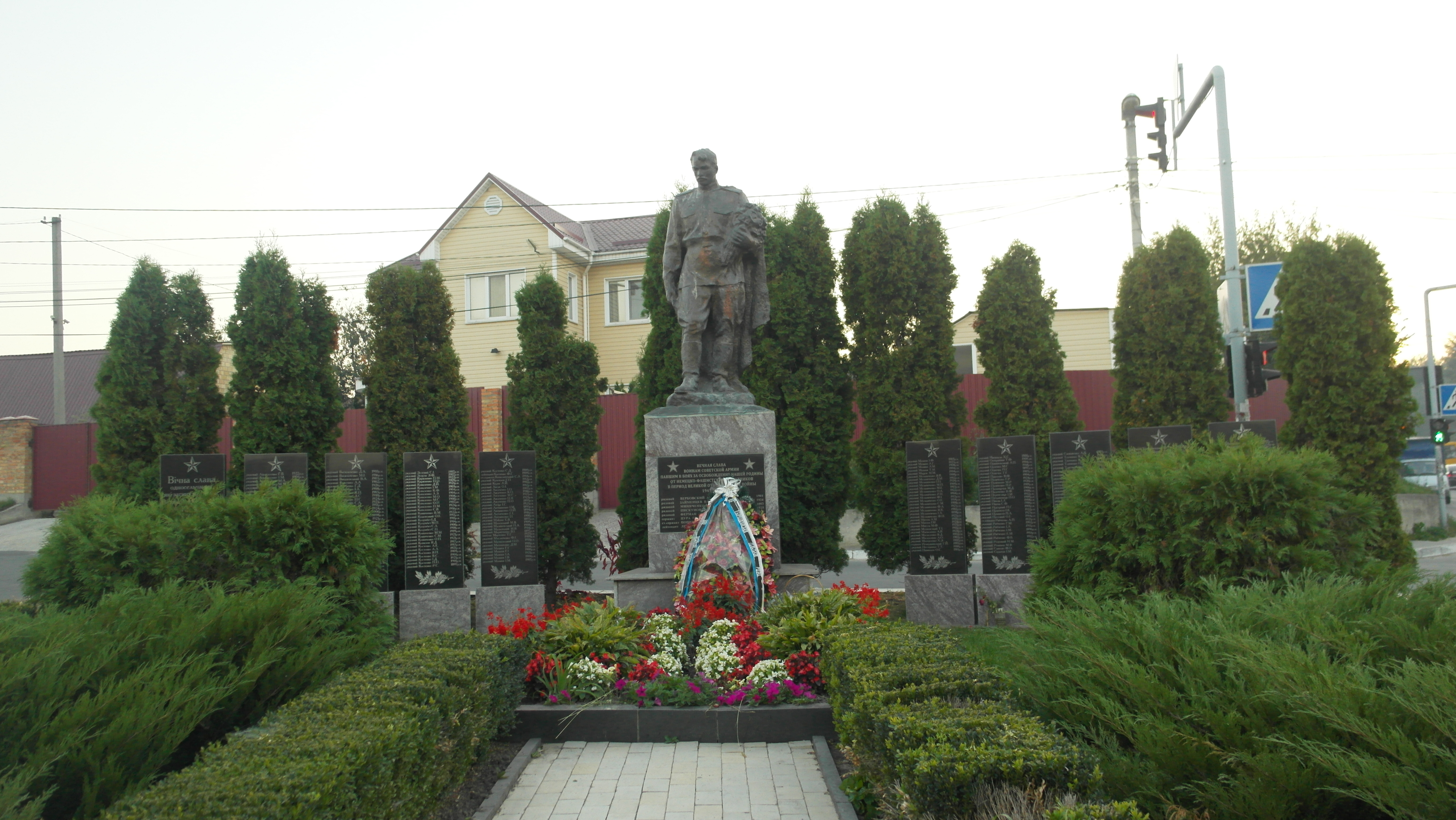
Братська могила солдат Радянської Армії і пам'ятник воїнам-односельцям

У Географічному словнику Королівства Польського (1887) Петропавлівська Борщагівка описана як село над річкою Борщагівка, що раніше звалася Желань, у Київському повіті, за 12 верст від Києва, розташоване при старій поштовій дорозі до містечка Білогородка. В селі мешкало 755 православних і 12 євреїв, були сільська управа, водяний млин і школа.
За переписом 1897 року кількість мешканців зросла до 1358 осіб (656 чоловічої статі та 702 — жіночої), з яких 1356 — православної віри.
Станом на 1900 рік у казенному селі Білогородської волості мешкало 1675 осіб (чоловіків — 823, жінок — 852), 262 двори.

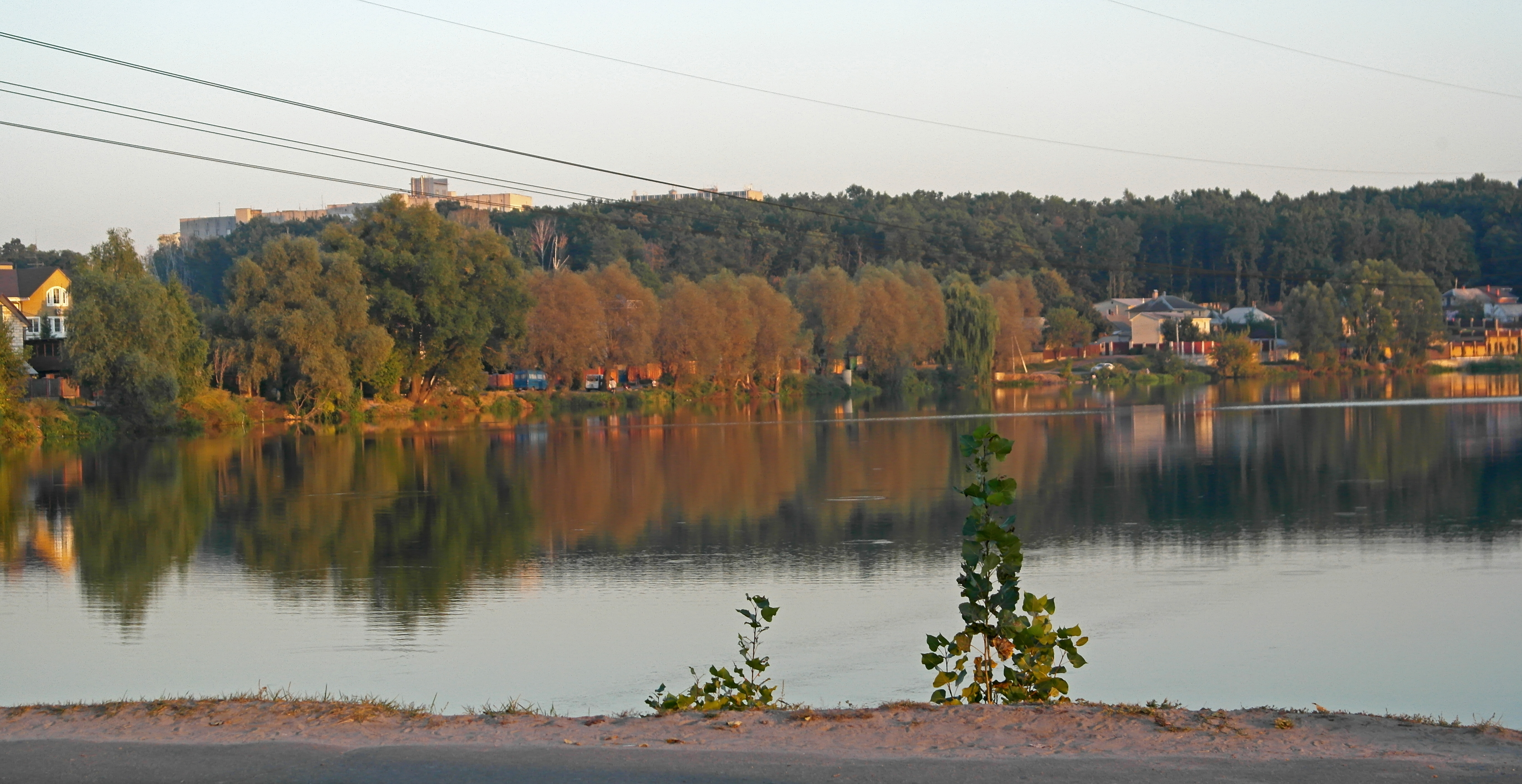
Ставок на річці Борщагівка

Поділялося на ряд кутків, серед яких були Шлях (центр села, вулиця Соборна), Магівщина, Солом'янка, Маткíвщина (північна околиця, вулиця Шевченка, також називалася Жабíвщиною, Мачкíвщиною).

## Духовне життя
1755 року в селі споруджено дерев'яну церкву Церква святого Симеона Стовпника. Після багаторазових реконструкцій, 1908–1909 її перебудовано на кам'яну. В 2005–2011 роках храм перебував на реконструкції, влітку 2011 богослужіння поновлено.
5 травня 2002 року відбулося перше богослужіння в новозбудованому храмі на честь Різдва Пресвятої Богородиці.

## Сьогодення
Завдяки вдалому географічному розташуванню, на початку 21 століття село стало одним з найбільших та найзаможніших сіл України. В селі з'явилися сучасні бізнес-центри, побудовані багатоверхові будинки, працюють нові підприємства[джерело?].

### Освіта та спорт

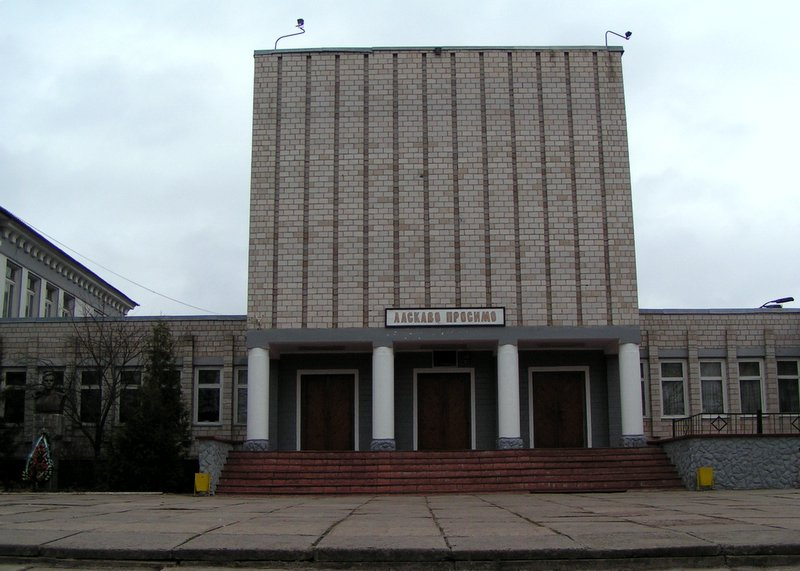
Школа

У селі діє загальноосвітня школа та дитячий садок.
У 2009 році реконструйовано шкільний стадіон, утворено сучасне футбольне поле зі штучним покриттям. Сільська футбольна команда «Чайка» успішно виступає в чемпіонаті області. Шкільна команда виступала у півфіналі Національного кубка шкільного футболу «Євро-2012».
Поруч з Петропавлівською Борщагівкою (у селі Чайки) знаходиться автомобільній спорткомплекс «Чайка» — один з провідних центрів автоспорту в країні.

### Транспортне сполучення
Східною межею села проходить Кільцева дорога.

## Вибори

### Всеукраїнські вибори
Село належить до одномандатного виборчого округу № 95.

## Відомі особи
В селі народилися:
- Кодебський Олексій Іванович — український діяч місцевого самоврядування, сільський голова Петропавлівсько-Борщагівської сільської ради з 1983 року. Член Ради сільських і селищних голів при Кабінеті Міністрів України.
- Павло Костенко — український письменник.
- Іван Мельниченко — радянський вояк, командир стрілецького батальйону

## Громада-партнер
- Комишуваха, Україна (2025)[5]